# Ruta pacífica norteamericana
La Ruta pacífica norteamericana es una ruta principal de migración de las aves en sentido norte-sur que es parte a su vez de una Ruta del Pacífico mayor que se extiende desde Alaska hasta la Patagonia. Cada año las aves migratorias viajan parte o toda esa ruta de vuelo tanto en primavera como en otoño, siguiendo fuentes de comida, dirigiéndose a territorios de cría, o viajando a sitios de invernación.
Cada especie dada viaja aproximadamente por la misma ruta cada año, a casi en las mismas fechas. Los ornitólogos y amantes de aves frecuentemente pueden predecir hasta el día en que una especie particular aparecerá en su área.

## Lugares de importancia
A lo largo de la Ruta del Pacífico, hay muchos paraderos de descanso claves donde las aves de muchas especies se reúnen, a veces en millones, para alimentarse y recuperar fuerzas antes de continuar. Algunas especies pueden permanecer en estos paraderos por toda la estación, pero la mayoría se quedan sólo unos días antes de seguir adelante. Locaciones notables incluyen:
- Bahía Boundary, Columbia Británica: la bahía es parte del estuario del río Fraser que fue incluido en la red hemisférica de reservas para aves playeras por Western Hemisphere Shorebird Reserve Network (WHSRN) -en español: red hemisférica de reservas para aves playeras (RHRAP)- por su valor para las aves migratorias.[1]

- Alaksen National Wildlife Area, en la Isla Westham frente a la costa de Richmond (Columbia Británica) (cerca de Vancouver, en el Estrecho de Georgia)
- La Vic Fazio Yolo Wildlife Area en el Yolo Bypass en el Valle Central de California es un área protegida en la ruta.
- La ciénaga Suisun, próxima al Delta de los ríos Sacramento-San Joaquín, alberga muchas aves y tiene porciones protegidas.
- El Mar Salton, una depresión al sur del estado de California
- El Gran Lago Salado, en Utah
- Bahía de San Francisco, en el centro de California
- Bahía de Monterey, en el centro de California

### Valle de Sacramento
El valle de Sacramento, California, antes del desarrollo de diques y controles de agua proporcionó una exuberante zona de alimentación para aves acuáticas. El clima del valle Central de California, muy diferente al del altiplano Klamath, su parada siguiente desde el norte, fue un lugar natural de parada e invernada para las aves migratorias después de que dejaron el condado de Klamath.